# Stati Uniti d'America ai Giochi della XXVII Olimpiade
Gli Stati Uniti d'America parteciparono ai Giochi della XXVII Olimpiade, svoltisi a Sydney, Australia, dal 15 settembre al 1º ottobre 2000, con una delegazione di 586 atleti impegnati in trentuno discipline.

## Medaglie
| Medaglia | Atleta      | Sport         | Evento           |
| -------- | ----------- | ------------- | ---------------- |
| Oro      | Stati Uniti | Pallacanestro | Torneo maschile  |
| Oro      | Stati Uniti | Pallacanestro | Torneo femminile |
| Argento  | Stati Uniti | Calcio        | Torneo femminile |
| Argento  | Stati Uniti | Pallanuoto    | Torneo femminile |

## Risultati

### Calcio
- Uomini

| Atleta | Classifica |                        |
| --- | --- | ---------------------- |
| V · D · M Nazionale olimpica statunitense · Calcio ai Giochi Olimpici Estivi 2000 1 Friedel · 2 Dunseth · 3 McCarty · 4 Agoos · 5 O'Brien · 6 Hejduk · 7 DiGiamarino · 8 Califf · 9 Olsen · 10 Vagenas · 11 Albright · 12 Corrales · 13 Donovan · 14 Victorine · 15 Whitfield · 16 Wolff · 17 Casey · 18 Howard · CT : Charles | 4° |                        |
| Nazionale olimpica statunitense · Calcio ai Giochi Olimpici Estivi 2000 | |                        |
| 1 Friedel · 2 Dunseth · 3 McCarty · 4 Agoos · 5 O'Brien · 6 Hejduk · 7 DiGiamarino · 8 Califf · 9 Olsen · 10 Vagenas · 11 Albright · 12 Corrales · 13 Donovan · 14 Victorine · 15 Whitfield · 16 Wolff · 17 Casey · 18 Howard · CT: Charles                                                                                    | 1 Friedel · 2 Dunseth · 3 McCarty · 4 Agoos · 5 O'Brien · 6 Hejduk · 7 DiGiamarino · 8 Califf · 9 Olsen · 10 Vagenas · 11 Albright · 12 Corrales · 13 Donovan · 14 Victorine · 15 Whitfield · 16 Wolff · 17 Casey · 18 Howard · CT: Charles | Stati Uniti (bandiera) |

- Donne

| Atleta | Classifica |                        |
| --- | --- | ---------------------- |
| V · D · M Nazionale statunitense femminile · Calcio ai Giochi Olimpici Estivi 2000 1 Scurry · 2 Fair · 3 Pearce · 4 Overbeck · 5 Serlenga · 6 Chastain · 7 Whalen · 8 MacMillan · 9 Hamm · 10 French · 11 Foudy · 12 Parlow · 13 Lilly · 14 Fawcett · 15 Sobrero · 16 Milbrett · 17 Slaton · 18 Mullinix · CT : Heinrichs | Argento |                        |
| Nazionale statunitense femminile · Calcio ai Giochi Olimpici Estivi 2000 | |                        |
| 1 Scurry · 2 Fair · 3 Pearce · 4 Overbeck · 5 Serlenga · 6 Chastain · 7 Whalen · 8 MacMillan · 9 Hamm · 10 French · 11 Foudy · 12 Parlow · 13 Lilly · 14 Fawcett · 15 Sobrero · 16 Milbrett · 17 Slaton · 18 Mullinix · CT: Heinrichs                                                                                     | 1 Scurry · 2 Fair · 3 Pearce · 4 Overbeck · 5 Serlenga · 6 Chastain · 7 Whalen · 8 MacMillan · 9 Hamm · 10 French · 11 Foudy · 12 Parlow · 13 Lilly · 14 Fawcett · 15 Sobrero · 16 Milbrett · 17 Slaton · 18 Mullinix · CT: Heinrichs | Stati Uniti (bandiera) |

### Pallacanestro
- Uomini

| Atleta | Classifica |
| --- | ---------- |
| V · D · M Nazionale statunitense - Pallacanestro ai Giochi della XXVII Olimpiade - Torneo maschile 4 Smith · 5 Kidd · 6 Houston · 7 Mourning · 8 Hardaway · 9 Carter · 10 Garnett · 11 Baker · 12 Allen · 13 McDyess · 14 Payton · 15 Abdur-Rahim · All. Rudy Tomjanovich | Oro        |
| Nazionale statunitense - Pallacanestro ai Giochi della XXVII Olimpiade - Torneo maschile |            |
| 4 Smith · 5 Kidd · 6 Houston · 7 Mourning · 8 Hardaway · 9 Carter · 10 Garnett · 11 Baker · 12 Allen · 13 McDyess · 14 Payton · 15 Abdur-Rahim · All. Rudy Tomjanovich |            |

- Donne

| Atleta | Classifica |
| --- | ---------- |
| V · D · M Nazionale statunitense - Pallacanestro ai Giochi della XXVII Olimpiade - Torneo femminile 4 Edwards · 5 Staley · 6 Bolton · 7 Swoopes · 8 Milton-Jones · 9 Leslie · 10 Holdsclaw · 11 Wolters · 12 Williams · 13 Griffith · 14 Smith · 15 McCray · All. Nell Fortner | Oro        |
| Nazionale statunitense - Pallacanestro ai Giochi della XXVII Olimpiade - Torneo femminile |            |
| 4 Edwards · 5 Staley · 6 Bolton · 7 Swoopes · 8 Milton-Jones · 9 Leslie · 10 Holdsclaw · 11 Wolters · 12 Williams · 13 Griffith · 14 Smith · 15 McCray · All. Nell Fortner |            |

### Pallanuoto
- Uomini

| Atleta | Classifica |                        |
| --- | --- | ---------------------- |
| V · D · M Nazionale maschile statunitense di pallanuoto · Giochi olimpici - Sydney 2000 Hackett · Kredell · Lynn · Kopp · Oeding · Arroyo · Schumacher · Azevedo · Wigo · Humbert · Kern · Nolan · Bailey · CT : John Vargas | 6° |                        |
| Nazionale maschile statunitense di pallanuoto · Giochi olimpici - Sydney 2000 | |                        |
| Hackett · Kredell · Lynn · Kopp · Oeding · Arroyo · Schumacher · Azevedo · Wigo · Humbert · Kern · Nolan · Bailey · CT: John Vargas                                                                                          | Hackett · Kredell · Lynn · Kopp · Oeding · Arroyo · Schumacher · Azevedo · Wigo · Humbert · Kern · Nolan · Bailey · CT: John Vargas | Stati Uniti (bandiera) |

- Donne

| Atleta | Classifica |                        |
| --- | --- | ---------------------- |
| V · D · M Nazionale femminile statunitense di pallanuoto · Giochi olimpici - Sydney 2000 1 Orwig · 2 Petri · 3 Lorenz · 4 Villa · 5 Estes · 6 Simmons · 7 O'Toole · 8 Swail · 9 Moody · 10 Beauregard · 11 Payne · 12 Sheehy · 13 Johnson · CT : Guy Baker | Argento |                        |
| Nazionale femminile statunitense di pallanuoto · Giochi olimpici - Sydney 2000 | |                        |
| 1 Orwig · 2 Petri · 3 Lorenz · 4 Villa · 5 Estes · 6 Simmons · 7 O'Toole · 8 Swail · 9 Moody · 10 Beauregard · 11 Payne · 12 Sheehy · 13 Johnson · CT: Guy Baker                                                                                           | 1 Orwig · 2 Petri · 3 Lorenz · 4 Villa · 5 Estes · 6 Simmons · 7 O'Toole · 8 Swail · 9 Moody · 10 Beauregard · 11 Payne · 12 Sheehy · 13 Johnson · CT: Guy Baker | Stati Uniti (bandiera) |